# Русский народный R’n’B
«Русский народный R’n’B» — дебютный студийный альбом белорусско-российской певицы Бьянки, выпущенный 4 сентября 2006 года на лейбле Sony BMG. На Украине альбом был издан под названием «Славянское R’n’B».
Сингл «Были танцы» был выпущен в мае 2006 года, до выхода альбома, и стал летним хитом в СНГ, достигнув 17-го места в сводном чарте TopHit. Последующие синглы также имели успех на российских радиостанциях. В 2007 году альбом был переиздан под названием «Про лето», в новое издание вошла одноимённая песня, а также видеоклипы.
Все треки в альбоме Бьянка написала сама.

## Список композиций
Слова и музыка всех песен — Татьяны Липницкой.
| №   | Название              | Длительность |
| --- | --------------------- | ------------ |
| 1.  | «Про лето»            | 2:37         |
| 2.  | «Космополитен»        | 2:53         |
| 3.  | «Люблю»               | 3:24         |
| 4.  | «Были танцы»          | 3:02         |
| 5.  | «Несчастливая любовь» | 3:17         |
| 6.  | «Лёха Клаб»           | 3:12         |
| 7.  | «Навсегда»            | 3:04         |
| 8.  | «Лёха»                | 3:10         |
| 9.  | «Позвони»             | 3:10         |
| 10. | «Облака»              | 3:20         |
| 11. | «Прости»              | 3:14         |
| 12. | «Успокойся, сердце»   | 3:02         |
| 13. | «Грибной дождь»       | 3:29         |

## Участники записи
- Бьянка — вокал, аранжировка (2, 4)
- Александр Могилевский — гитара
- Григорий Махно — балалайка, домра
- Вова Грамма — аккордеон
- Тарас Ващишин — аранжировка (1), запись и сведение
- Виктор Странник — аранжировка (2, 4—13), программирование, запись и сведение
- Юрий Бондарев — аранжировка (3)
- Владимир Лещенко — запись и сведение
- Игорь Завада — запись и сведение